# Cualac tessellatus
Cualac tessellatus – gatunek ryby z rodziny karpieńcowatych (Cyprinodontidae), jedyny przedstawiciel rodzaju Cualac.